# Aur Kuning (Aur Birugo Tigo Baleh)
Aur Kuning is een bestuurslaag in het regentschap Bukittinggi van de provincie West-Sumatra, Indonesië. Aur Kuning telt 6364 inwoners (volkstelling 2010).